# Georg Glaeser
Georg Glaeser (* 1. August 1955 in St. Johann im Pongau) ist ein österreichischer Mathematiker und seit 1998 ordentlicher Professor für Mathematik und Geometrie an der Universität für angewandte Kunst in Wien.

## Leben
Georg Glaeser wurde am 1. August 1955 in St. Johann im Pongau als viertes von fünf Kindern geboren.
Seine Eltern waren Othmar und Ida Glaeser.
Georg Glaeser studierte von 1973 bis 1978 Mathematik und Geometrie an der TU Wien, wo er auch 1980 bei
Walter Wunderlich promovierte.
Im Anschluss daran arbeitete er als Lehrer für Darstellende Geometrie und Mathematik an einer Höheren Technischen Lehranstalt in Wien.
Von 1986 bis 1987 hatte er eine Gastprofessur an der Princeton University inne, wo er mit Steve M. Slaby
zusammenarbeitete.
Im Jahre 1998 erfolgte seine Habilitation an der Technischen Universität Wien im Bereich der Computergraphik.
Seither ist er Professor für Mathematik und Geometrie an der Universität für Angewandte Kunst Wien.
Georg Glaeser ist verheiratet und hat eine Tochter.

## Forschung
Ursprünglich beschäftigte sich Georg Glaeser mit Computer Graphik und Graphik-Programmierung.
Er ist Autor verschiedener Bücher im Bereich Computergraphik bzw. Computergeometrie, Mathematik, Geometrie, Fotografie und Evolutionsbiologie.
Zu seinen Interessen zählen neben dem Überschneidungsbereich von Mathematik und Biologie die Computergeometrie und
Computergraphik und vor allem die Fotografie.

## Schriften
- Geometry and its Applications in Arts, Nature and Technology. Springer, 2020, 2. Auflage.
- 77-mal Mathematik für zwischendurch. Springer, 2020.
- mit Boris Odehnal und Hellmuth Stachel: The Universe of Quadrics. Springer, 2020.
- mit Werner Nachtigall: The Evolution and Function of Biological Macrostructures. Springer, 2019.
- mit Markus Roskar: Maths and Humour. De Gruyter, 2019.
- mit Markus Roskar: Mathematik mit Humor. De Gruyter, 2019
- mit Werner Nachtigall: Die Evolution biologischer Makrostrukturen. Springer, 2018.
- Math Tools – 500+ Applications in Science and Arts. Springer, 2017.
- mit Hannes F. Paulus und Werner Nachtigall: The Evolution of Flight. Springer, 2017.
- mit Hannes F. Paulus und Werner Nachtigall: Die Evolution des Fliegens. Springer Spektrum, 2017.
- mit Hellmuth Stachel, Boris Odehnal: The Universe of Conics. Spektrum, 2016.
- Geometrie und ihre Anwendungen in Kunst, Natur und Technik. Spektrum, 2005. 3. Auflage 2015.
- mit Hannes F. Paulus: The Evolution of the Eye. Springer, 2015.
- mit Hannes F. Paulus: Die Evolution des Auges. Ein Fotoshooting. Springer Spektrum, 2014.
- Der mathematische Werkzeugkasten. Spektrum, 2004. 4. Auflage 2014.
- Nature and Numbers. Edition Angewandte Ambra, de Gruyter, 2014.
- Geometry and its Applications in Arts, Nature and Technology. Edition Angewandte, Springer, 2012.
- Wie aus der Zahl ein Zebra wird. Springer Spektrum, 2010.
- mit Konrad Polthier: Bilder der Mathematik. 2. Auflage. Spektrum, 2010.
- Bilder der Mathematik. Spektrum, 2009.
- Praxis der digitalen Makro- und Naturfotografie. Spektrum, 2008.
- mit Hans-Peter Schröcker: Handbook of geometric programming using open geometry GL. Springer, 2002.
- mit Hellmuth Stachel: Open Geometry: OpenGL(R) + Advanced Geometry. Springer, 1999.
- Von Pascal zu C/C++. Pearson Education, 1996.
- Fast algorithms for 3D Graphics. Springer, 1994.
- Amiga 3D-Sprinter. Pearson Education, 1993.
- Objektorientiertes Graphik-Programmieren mit der Pascal Unit Supergraph. Teubner, 1992.
- 3D-Programmierung mit Basic. Teubner, 1986.
- mit Daniel Abed-Navandi: Lebensräume im Mittelmeer. Ein Handbuch für Unterwassermenschen Springer Berlin, Heidelberg, 2022 ISBN 978-3-662-66357-8